# X-Corporation
X-Corporation, o più semplicemente X-Corp, è un'organizzazione per la salvaguardia dei mutanti facente parte dell'universo Marvel. L'organizzazione fu creata con lo scopo di far valere i diritti civili e legali dei mutanti in tutto il mondo, a causa del loro vertiginoso incremento all'epoca in cui lo scrittore Grant Morrison sceneggiava la testata X-Men.

## Storia
X-Corporation fu fondata dal professor Charles Xavier, già fondatore degli X-Men, con lo scopo di salvaguardare la popolazione mutante su scala globale. A tale proposito, gli uffici di X-Corp furono dislocati nelle maggiori metropoli di ogni continente, gestiti da mutanti che in precedenza avevano fatto parte degli X-Men. Il quartier-generale era localizzato allo Xavier Institute, ma le varie sedi avevano autonomia quasi illimitata e cooperavano con i governi ospiti. È importante non confondere la X-Corporation di Xavier, con la X-Corps fondata da Banshee a Parigi, che tuttavia dopo la sua distruzione fu inglobata dalla prima. Dopo gli eventi di House of M e la decimazione, nella quale più del 90% dei mutanti persero i loro poteri, le X-Corporation furono chiuse, su ordine di Ciclope, ed i membri richiamati allo Xavier Institute per paura di possibili attentati alle varie sedi, come accadde per quella parigina.

## Sedi conosciute

### Sede di Amsterdam
- Prima apparizione: X-Men (seconda serie) - Annual 2001 (Solo menzionata)

Membrisconosciuti

### Sede di Hong Kong
- Prima apparizione: X-Men (seconda serie) - Annual 2001

Membri
- Domino
- Risque, alias Gloria Dolores Muñoz (deceduta). Compressione gravitazionale di materia.

### Sede di Los Angeles
- Prima apparizione: X-Treme X-Men n. 31

Membri
- Empath, alias Manuel Alfonso Rodrigo de la Rocha. Controllo emozionale.
- Magma
- Skids, alias Sally Blevins. Campi di forza.
- Skitz, alias Andy Walton. Telepate degenerativa capace di indurre uno stato di psicosi nelle vittime.
- Stringfellow, (nome e cognome sconosciuti). Capace di destabilizzare le molecole organiche per far "sciogliere" le sue vittime.
- Sunspot

### Sede di Melbourne
- Prima apparizione: X-Men (seconda serie) - Annual 2001 (Solo menzionata)

Membrisconosciuti

### Sede di Mumbai
- Prima apparizione: X-Men (seconda serie) n. 133

Membri
- Feral, alias Maria Callasantos (deceduta). Aspetto felino, ipersensi, fattore rigenerante, artigli e coda prensile.
- Thornn, alias Lucia Callasantos. Aspetto felino, ipersensi, fattore rigenerante, artigli e coda prensile.
- Warpath
- Sole Ardente

### Sede di New York
- Prima apparizione: New Mutants (seconda serie) n. 13

Membrisconosciuti

### Sede di Parigi
- Prima apparizione: X-Men (seconda serie) n. 128

Membri
- Cannonball
- Stella Nera
- Holly, (cognome sconosciuto), segretaria, fisiologia arborea.
- M
- Uomo Multiplo
- Rictor
- Sabra, alias Ruth Bat-Seraph. Volo, forza, velocità, agilità e resistenza superumane, tocco paralizzante.
- Siryn

### Sede di Singapore
- Prima apparizione: Excalibur (seconda serie) n. 5

Membri
- Thunderbird
- Lifeguard

1. ↑  Il termine volume è usato in lingua inglese, in questo contesto, per indicare le serie, pertanto Vol. 1 sta per prima serie, Vol. 2 per seconda serie e così via.